# Ene Ergma

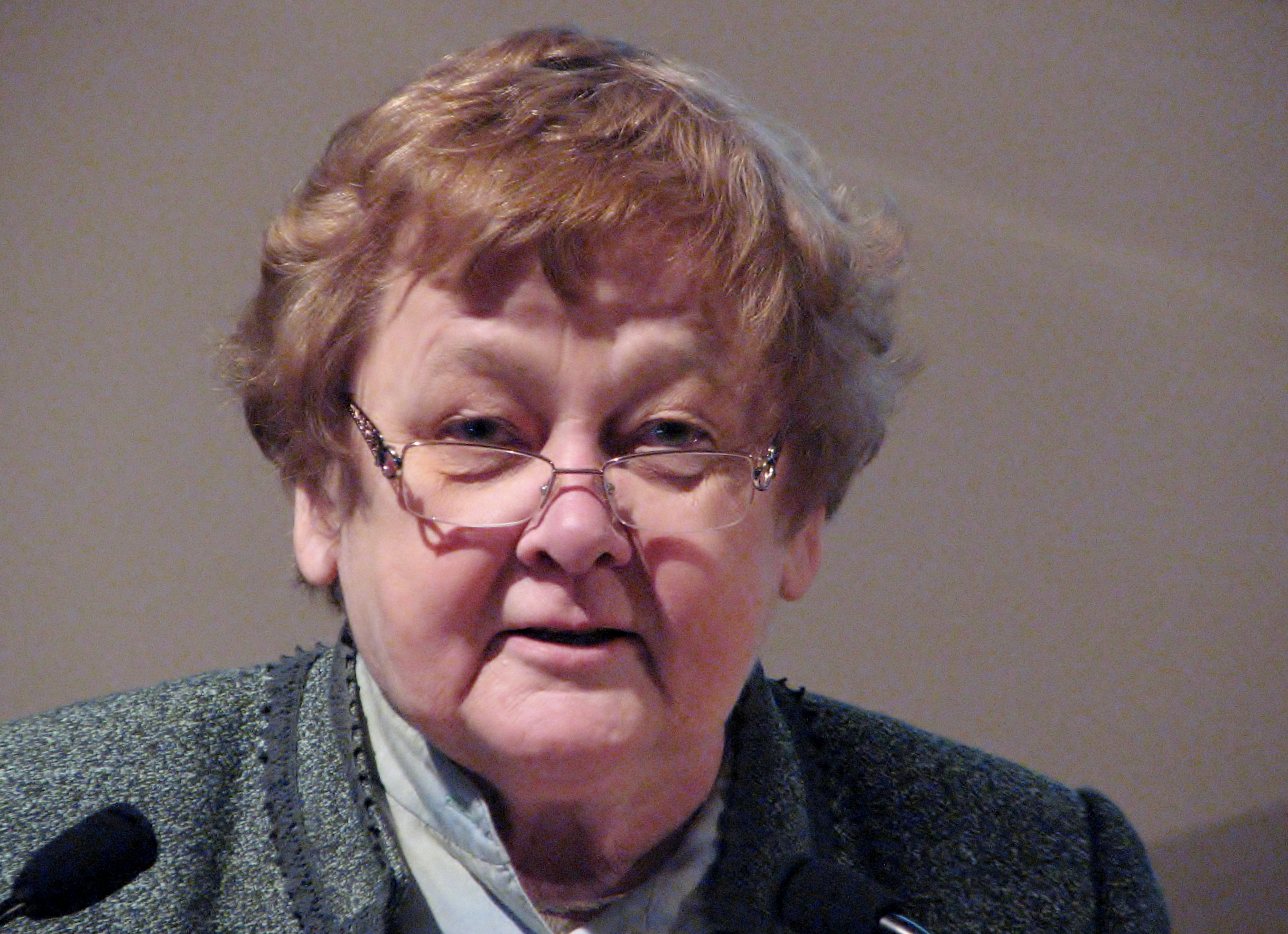
Ene Ergma (2014)

Ene Ergma (* 29. Februar 1944 in Rakvere) ist eine estnische Politikerin und Astrophysikerin. Sie war von 2003 bis 2006 und 2007 bis 2014 Vorsitzende des estnischen Parlaments (Riigikogu). Ene Ergma war von 2002 bis 2016  Mitglied der konservativen Partei Isamaa ja Res Publica Liit.

## Wissenschaftlerin
Ene Ergma machte 1962 ihr Abitur in Viljandi. Von 1962 bis 1964 studierte sie Physik an der Staatlichen Universität Tartu. Anschließend ging sie nach Moskau. 1969 machte sie an der Lomonossow-Universität ihren Abschluss im Fach Astronomie. 1972 erhielt sie den wissenschaftlichen Titel Kandidatin, 1984 beendete sie ihre Promotion.
Von 1972 bis 1988 hatte sie verschiedene akademische Positionen in Estland inne, unter anderem in Instituten der Akademie der Wissenschaften der Estnischen SSR. 1988 wurde sie ordentliche Professorin für Theoretische Physik und Astrophysik an der Universität Tartu. Von 1999 bis 2004 war Ene Ergma Vizepräsidenten der Estnischen Akademie der Wissenschaften.

## Politikerin
2002 trat Ene Ergma in die neugegründete konservative Partei Res Publica ein. Bei den estnischen Parlamentswahlen 2003 wurde sie als Abgeordnete in den Riigikogu gewählt. Von 2003 bis 2006 bekleidete sie das Amt der Parlamentspräsidentin. 2006/2007 war sie Vizepräsidentin des Parlaments, bevor sie von 2007 bis 2014 erneut als Parlamentspräsidentin amtierte.
In der ersten Runde der Wahl zum Staatspräsidenten am 28. August 2006 erhielt sie als einzige Kandidatin 65 Stimmen, drei Stimmen weniger als die erforderliche Zweidrittelmehrheit. Gewählt wurde dann in einem erweiterten Wahlgremium der Sozialdemokrat Toomas Hendrik Ilves.
2014 wurde Ene Ergma von der neuen sozial-liberalen Koalition als Parlamentspräsidentin abgewählt. Als ihr Nachfolger wurde im März 2014 der Sozialdemokrat Eiki Nestor gewählt. Erma kündigte ihren Rückzug aus der Politik zu den kommenden Parlamentswahlen 2015 an.
Mitte 2016 trat sie aus der IRL aus. Als Hauptgründe gab sie an, dass die Partei ihre Identität verloren und sich zu einer populistischen Partei gewandelt habe.

## Privatleben
Ene Ergma ist nicht verheiratet und hat keine Kinder.

## Auszeichnungen
- 2001: Orden des weißen Sterns IV. Klasse
- 2003: Großkreuz des Ordens des Infanten Dom Henrique
- 2007: Großes Goldenes Ehrenzeichen am Bande für Verdienste um die Republik Österreich[2]
- 2008: Orden des Staatswappens II. Klasse
- 2009: Großoffizier des Drei-Sterne-Ordens
- 2012: National Order of Merit